# Тролхетан (община)
Община Тролхетан (на шведски: Trollhättans kommun) е разположена в лен Вестра Йоталанд, югозападна Швеция с обща площ 430 km2 и население 56 573 души (към 31 декември 2013). Административен център на община Тролхетан е едноименния град Тролхетан.